# Valeriy Kirienko
Pour les articles homonymes, voir Kirienko.
Valeri Viktorovitch Kirienko (en russe : Валерий Викторович Кириенко), né le 13 février 1965 à Mourmansk, est un biathlète russe, deux fois médaillé d'argent olympique en relais.

## Biographie
Il remporte un titre national soviétique en 1991 sur l'individuel.
Durant la saison 1991-1992, il obtient le premier de ses quatre podiums de Coupe du monde avec une victoire à l'individuel d'Antholz et la médaille d'argent aux Jeux olympiques d'hiver de 1992, sur le relais, en plus d'une cinquième place sur le sprint.
Aux Jeux olympiques d'hiver de 1994, il est de nouveau médaillé d'argent au relais.

## Palmarès

### Jeux olympiques d'hiver
| Nat.   | Épreuve / Édition   | Individuel | Sprint | Relais                             |
| ------ | ------------------- | ---------- | ------ | ---------------------------------- |
| CEI    | JO 1992 Albertville | 11e        | 5e     | Médaille d'argent, Jeux olympiques |
| Russie | JO 1994 Lillehammer | 35e        | 16e    | Médaille d'argent, Jeux olympiques |

Légende :
- — : pas de participation à l'épreuve.

### Championnats du monde de biathlon
- Championnats du monde 1993 à Borovetz :
  -  Médaille d'argent au relais 4 × 7,5 km.
  -  Médaille d'argent à la course par équipes.
- Championnats du monde 1994 à Canmore :
  -  Médaille d'argent à la course par équipes.

### Coupe du monde
- Meilleur classement général : 4e en 1994.
- 4 podiums individuels : 1 victoire, 1 deuxième place et 2 troisièmes places.